# Anta de Paço da Vinha
L'anta de Paço da Vinha (le dolmen du Vignoble en français, aussi appelé anta do Paço das Vinhas ou anta 1 da Herdade do Paço das Vinhas) est un dolmen situé dans la freguesia de São Bento do Mato (pt) de la commune d'Évora, dans le district d'Évora, au Portugal,.

## Contexte
Le mot anta est l'équivalent portugais d'« ante » (pilier terminal d'un temple grec ou romain), mais il est aussi employé pour désigner les pierres d'un dolmen ou le dolmen lui-même. Environ 5 000 édifices mégalithiques de ce type ont été construits au Néolithique dans l'ouest de la péninsule Ibérique par les successeurs de la culture de la céramique cardiale.

## Description
Le dolmen possède une grande allée couverte de 9,30 m de long, conservant six orthostates latéraux (sur dix probables) et deux dalles de couverture, qui sont décorées de fossettes sur leurs faces extérieures. Sept orthostates forment la chambre funéraire polygonale de 4,4 × 3,1 m, avec sa dalle de couverture en place.

## Protection
Le dolmen a été classé Monument national en 1910 . Il fait partie de la Rota do Megalítico de la commune d'Évora.